# План-д’Опс-Сент-Бом
План-д’Опс-Сент-Бом (фр. Plan-d'Aups-Sainte-Baume) — коммуна на юго-востоке Франции в регионе Прованс — Альпы — Лазурный берег, департамент Вар, округ Тулон, кантон Сен-Сир-сюр-Мер.
Площадь коммуны — 24,91 км², население — 1125 человек (2006) с выраженной тенденцией к росту: 1859 человек (2012), плотность населения — 75,5 чел/км².

## Население
Население коммуны в 2011 году составляло — 1718 человек, а в 2012 году — 1859 человек.
| 1962 | 1968 | 1975 | 1982 | 1990 | 1999 | 2006 | 2007 | 2011 | 2012 |
| ---- | ---- | ---- | ---- | ---- | ---- | ---- | ---- | ---- | ---- |
| 195  | 185  | 207  | 249  | 361  | 764  | 1125 | 1176 | 1718 | 1859 |

Динамика населения:

## Экономика
В 2010 году из 956 человек трудоспособного возраста (от 15 до 64 лет) 724 были экономически активными, 232 — неактивными (показатель активности 75,7 %, в 1999 году — 69,6 %). Из 724 активных трудоспособных жителей работали 672 человека (353 мужчины и 319 женщин), 52 числились безработными (27 мужчин и 25 женщин). Среди 232 трудоспособных неактивных граждан 67 были учениками либо студентами, 87 — пенсионерами, а ещё 78 — были неактивны в силу других причин.
На протяжении 2010 года в коммуне числилось 627 облагаемых налогом домохозяйств, в которых проживало 1642,0 человека. При этом медиана доходов составила 21 тысяча 645 евро на одного налогоплательщика.